# صبا (بالگرد)
صبا یک بالگرد چندمنظوره می‌باشد که توسط شرکت پشتیبانی و نوسازی بالگردهای ایران (پنها) طراحی و ساخته شده است. این بالگرد چهار ملخه که از دو موتور نیرو می‌گیرد، ظرفیت حمل ۸ سرنشین (۲ خدمه و ۶ مسافر) را دارد.

بالگرد صبا در حال حاضر با گذراندن پروازهای آزمایشی و اخذ مجوزهای پرواز و سایر مجوزها شروع به تولید انبوه شده.
بالگرد صبا در تاریخ ۹۵/۱۲/۱۷ با حضور سردار دهقان وزیر دفاع و پشتیبانی نیروهای مسلح و امیر احمد آبادی مدیرعامل وقت شرکت و سورنا ستاری معاون علمی و فناوری ریاست جمهوری رونمایی شد.